# Cybaeus inagakii
Espèce
Cybaeus inagakii est une espèce d'araignées aranéomorphes de la famille des Cybaeidae.

## Distribution
Cette espèce est endémique de la préfecture de Mie sur Honshū au Japon,. Elle se rencontre dans la grotte Kuroten-gu-no-ana à Taiki.

## Description
Le mâle holotype mesure 4,13 mm et la femelle paratype mesure 4,38 mm.

## Étymologie
Cette espèce est nommée en l'honneur de Masashi Inagaki.

## Publication originale
- Ono, 2008 : Five new spiders of the families Dictynidae, Cybaeidae, Coelotidae and Ctenidae (Arachnida, Araneae) from Japan. Bull. Bulletin of the National Museum of Nature and Science. Series A, Zoology, vol. 34, no 3, p. 157-171 (texte intégral).